# Площадь Геологов (Апатиты)
Площадь Геологов — площадь в городе Апатиты. Названа в честь геологов, внёсших огромный вклад в развитие научного и промышленного потенциала города. Этими геологами были: А. Е. Ферсман и А. В. Сидоренко, А. Г. Зиновьев и Е. К. Козлов.

## История
Строительство площади началось в 1974 году по проекту «Мурманскгражданпроект». В 1976 году были сданы три девятиэтажных здания.. Из-за распада СССР площадь не была завершена в полном объёме. Не был возведён четвёртый девятиэтажный дом с выставочным центром, музеем и рестораном на первом этаже. В центре площади расположена круглая клумба, в её центре задумывалось установить памятник Геологам-первопроходцам.

## Расположение улицы
Расположена площадь в основной части города, на 500 метров южнее центра.
От площади начинаются две улицы: улица Бредова и улица Гайдара. Так же через северную часть площади проходит улица Ферсмана и на площадь выходит улица Зиновьева.

## Пересекает улицы
- ул. Бредова
- ул. Гайдара
- ул. Зиновьева
- ул. Ферсмана

## Здания
- № 1 — СБЕРБАНК.
- № 3 — ЗАГС.

## Транспорт
Через площадь Геологов проходят большинство городских и пригородных маршрутов.
На площади расположено несколько остановок. На останове, ведущей к вокзалу, останавливаются автобусные маршруты № 6, 7к, 8, 12, 131. На остальных трёх остановках проходят автобусные маршруты № 6, 8, 9, 9э, 12, 102, 128, 135, 136 и маршрутки № 102.